# جون أشتون (دبلوماسي)
جون أشتون (بالإنجليزية: John Ashton)‏ هو دبلوماسي بريطاني، ولد في 7 نوفمبر 1956.